# Stefano Simoncelli
Stefano Simoncelli, född 12 november 1946 i Grottaferrata, Lazio, död 20 mars 2013 i Rom, var en italiensk fäktare som tog OS-silver i herrarnas lagtävling i florett i samband med de olympiska fäktningstävlingarna 1976 i Montréal.